# Halvlederkomponent
Halvlederkomponenter er elektroniske komponenter som benytter elektroniske egenskaber af halvledermaterialer – for det meste silicium. Der ses også komponenter baseret på germanium, galliumarsenid, galliumnitrid, siliciumgermanium og siliciumkarbid, såvel som organiske halvledere.
Halvlederkomponenter har udskiftet elektronrør i konventionelt moderne elektronik. De anvender elektronernes ledning i faststof i modsætning til gas eller termionisk elektronudsendelse i tæt på vakuum.
Halvlederkomponenter fremstilles både som enkelt diskrete enheder – og som integrerede kredsløb (ICere) som består af fra nogle få (så lavt som to) til milliarder af enheder fremstillet og forbundet på et enkelt halvlederbrik.
Årsagen til at halvledermaterialer er så anvendelige er at deres halvlederegenskaber let kan ændres ved at tilføje en lille smule atomare urenheder kendt som dotering (eng. doping). Halvlederes elektriske ledningsevne kan styres ved at udsætte det for et elektrisk felt, lys med den rette bølgelængde og selv tryk og varme; derfor kan halvledere fint anvendes som sensorer.

## Komponent identifikatorer
Der er en del standardiserede typebenævnelsessystemer og nogle få listes her. For diskrete komponenter, for eksempel, er der disse standarder:
- JEDEC JESD370B i USA
- Pro Electron i Europa
- JIS-halvledertypebenævnelse i Japan

Mange halvlederkomponenters typebenævnelser er ofte fabrikant specifikke.